# Lino Cañipa Ferreira
Lino Cañipa Ferreira (Oruro, 1879 - ?) fue un músico, violinista y compositor boliviano.

## Biografía
Violinista desde temprana edad, entre 1911 y 1916 conformó la Sociedad Artística Literaria Musical "Oruro", junto a Luis Villalobos, José Encinas Nieto, Marcos Beltrán Ávila, César Achabal y otros.
En 1916 fue becado por el Congreso Nacional Boliviano para continuar sus estudios en el Conservatorio Superior de Música de Buenos Aires, dirigido por entonces por el Maestro Augusto Maurage, nacido en Bélgica. Cañipa participó en la vida cultural y artística de esa ciudad. Fue, asimismo, invitado a formar parte del Ateneo Hispanoamericano, integrado por destacadas personalidades del mundo cultural argentino.
En 1919 fundó y dirigió en Oruro el afamado cuarteto de cuerdas "Beethoven", fundando luego la Academia de Música "Oruro". En 1921 fundó, junto a músicos profesionales venidos de Alemania, Italia y Francia, y sus alumnos, la Orquesta Sinfónica de Oruro.
En años posteriores se dedicó a la enseñanza del violín en el Conservatorio Nacional de Música en La Paz.

## Obras
- Orkosñiypi Tarka (La Tarka de mis Montañas)
- Recuerdos de Oruro